# Cantonul Sevran
Cantonul Sevran este un canton din arondismentul Le Raincy, departamentul Seine-Saint-Denis, regiunea Île-de-France, Franța.

## Comune
| Comune | Populație (1999) | Cod poștal | Cod INSEE |
| ------ | ---------------- | ---------- | --------- |
| Sevran | 49.442           | 93270      | 93071     |